# Riu Garça
El riu Garça (Ribeira da Garça en portuguès) és un riu situat al nord de l'Illa de Santo Antão de Cap Verd. S'origina al nord de l'illa, des d'on flueix a través dels pobles Garça de Cima i Chã de Igreja i per l'oest del municipi de Ribeira Grande, fins a arribar a l'oceà Atlàntic a uns 10 km a l'oest de Ribeira Grande. La gent viu a prop del torrent, on hi ha les poblacions d'Horta da Garça, Cagarra, Manta Velha i Fundo. Com a característica singular hi ha alguns penya-segats de 30 a 40 metres alt. L'origen del riu és a Lombo de Gudo, a prop de Gudo de Cavaleiro (1,810 m).
La presa de Canto de Cagarra Dam es va acabar de construir el 16 de novembre de 2014, i és l'única gran presa de l'illa, situada més o menys al mig del torrent. L'altre que hi ha és la de Salineiro de la Ribeira Grande de Santiago, al nord de Cidade Velha, a l'Illa Santiago. L'Huracà Fred va emplenar Canto de Cagarra el setembre 2015 i això va acabar amb la sequera.